# Saint-Pierre-des-Champs
Saint-Pierre-des-Champs é uma comuna francesa na região administrativa de Occitânia, no departamento de Aude. Estende-se por uma área de 15,89 km², com  (Saint-Pierrois) 127 habitantes, segundo os censos de 1999, com uma densidade de 7 hab/km².